# Jani Golob
Jani Golob, slovenski skladatelj, aranžer, violinist in pedagog, * 18. januar 1948, Ljubljana.
Opus Janija Goloba je pogosto na meji resne, zabavne in jazzovske glasbe. Poleg mnogih komornih in orkestralnih del obsega tudi scensko, filmsko, zabavno glasbo ter priložnostno glasbo za različne slovenske oglase, televizijske avize, itd. Golob si kot skladatelj privošči prijetno razkošje neodvisnosti, tudi do trendov sodobne glasbe. Med njegova najpomembnejša dela sodijo Štiri slovenske ljudske pesmi (1979 in 2005), Koncert za violino in orkester (1998), balet Krst pri Savici (1989) in opere Krpanova kobila (1992), Medeja (1999), Ljubezen kapital (2010). Odlikuje ga absolutni posluh.
Njegov mednarodno, najbolj prepoznaven komad (avizo), uradno sicer brez naslova, je tako imenovana »Planica Slow Motion Theme«, instrumentalna glasbena podlaga iz leta 1997, ki jo vse od takrat predvajajo v počasnih posnetkih skokov v Planici. Ta melodija ga je naredila prepoznavnega tudi izven meja Slovenije. Po zaslugi vsakoletnih mednarodnih prenosov in posnetkov, ki segajo vse tja od Japonske, Rusije in ZDA, se je glasba zasidrala v srca milijonov gledalcev širom po svetu. Golob in njegov avizo sta izjemno cenjena in popularna predvsem na Poljskem, Skandinaviji, Avstriji itd. Ta komad velja za naslednico Kraljeve Andromede, ki se je v letih 1985−1994 predvajala v počasnih posnetkih v Planici. 
Širokemu občinstvu v Sloveniji je najbolj znan po svojem prispevku v zabavni, filmski in televizijski glasbi, za katero je pisal izkjučno glasbo in aranžamaje, medtem ko so mu besedila pisali drugi. Veliko je ustvarjal tudi za film, med najbolj znane pa sodita »Poletje v školjki« (1985) in »Čisto pravi gusar« (1987). Napisal je veliko jinglov za televizijske oglase. Najbolj znan je prav gotovo »Moja dežela« (1986) kot podlaga za »Gostje prihajajo«, osrednji oglas posnet v okviru akcije Slovenija, moja dežela. balade. Nenazadnje je Golob tudi avtor orkestrirane različice Slovenske himne, ki jo uporablja slovenski protokol in je izdana na več zgoščenkah. Leta 1973 pa je kot igralec nastopil v celovečernem filmu Ljubezen na odoru.

## Kariera
Na Akademiji za glasbo v Ljubljani je v razredih prof. Karla Rupla in Alija Dermelja študiral violino ter leta 1971 diplomiral. Po končanem služenju vojaškega roka se je leta 1972 zaposlil kot violinist v Simfoničnem orkestru RTV Slovenija. Kompozicijo je na ljubljanski Akademiji za glasbo vpisal že leta 1969, v razredu Uroša Kreka pa je diplomiral leta 1977. V okviru kompozicije je sprva deloval pretežno kot aranžer, kasneje je začel skladati tudi avtorsko glasbo. Kot mladenič je bil član skupine »Delial«, pri kateri je igral bas kitaro. Leta 1987 se je zaposlil kot urednik Uredništva za resno glasbo in balet na TV Slovenija, ves čas pa ga je vodila izjemno plodovita skladateljska dejavnost. Od leta 1992 je član Evropske akademije znanosti in umetnosti.
S pedagoško dejavnostjo se je začel ukvarjati v študijskem letu 1990/91, ko je kot docent predaval na Pedagoški fakulteti v Mariboru. Od leta 1993 deluje ljubljanski Akademiji za glasbo, kjer je sprva poučeval elektroakustiko na oddelku za glasbeno pedagogiko. Hkrati je med letoma 1994 in 2002 poučeval na ljubljanski AGRFT, kot nosilec predmeta oblikovanje zvoka za režiserje in dramaturge. Od študijskega leta 1998/99 dalje je redno zaposlen na Akademiji za glasbo, kjer je od leta 2001 predstojnik oddelka za kompozicijo in glasbeno teorijo, od leta 2007 ima akademski naziv redni profesor. Golob je bil mentor nekaterim vidnejšim glasbenim ustvarjalcem mlajše generacije, kot so Damjan Pobega, Tomaž Pirnat, Gregor Stermecki, Neža Buh (Neisha), Nejc Bečan, Žiga Stanič. V študijskem letu 2004/05 je deloval tudi kot gostujoči profesor na Akademiji za glasbo v Zagrebu.
Kompozicije Janija Goloba izvajajo domala vsi najpomembnejši slovenski ansambli oz. posamezni poustvarjalci, pa tudi pomembni evropski glasbeniki: Orkester Slovenske filharmonije, Simfonični orkester RTV Slovenija, ljubljanska Opera, Camerata Labacensis, Komorni orkester Slovenske filharmonije, Štatna filharmonija Košice, Orkester Slovenske vojske, Orkester slovenske policije, Big Band RTV Slovenija, Komorni ansambel solistov DSS (KOS), Berlinski simfoniki - ter njihovi dirigenti Anton Kolar, Samo Hubad, Uroš Lajovic, Anton Nanut, Carl Davis, Walter Proost, David de Villiers, En Shao, George Pehlivanian, idr. Solistične parte njegovih skladb so krstno izvedli Irena Grafenauer, Aci Bertoncelj, Primož Novšak, Matej Zupan, Alojz Zupan, Stanko Arnold, Jože Falout, Boštjan Lipovšek, Hinko Haas, Anja Bukovec, Oksana Pečeny, kvartet Tartini, Juvavum Brass, ansambel MD7 in drugi. 
Jani Golob je kot kulturni delavec opravljal številne funkcije v javnih zavodih in stanovskih glasbenih društvih. Bil je podpredsednik Glasbene mladine Slovenije, član komisije za vpis v razvid samostojnih umetnikov v kulturi pri Ministrstvu za kulturo RS, predstavnik RTV Slovenije v delovni skupini EBU za glasbo (1992-1998), član mednarodnih žirij na evropskih festivalih, član ekspertne skupine za glasbo pri MOL, član senata Akademije za glasbo ter senata Univerze v Ljubljani (od 2001 dalje), član sveta za visoko šolstvo pri Ministrstvu za šolstvo in šport, soustanovitelj in predsednik upravnega odbora Slovenskega glasbeno-informacijskega centra SIGIC (od 2004 dalje). Med letoma 2002 in 2006 je bil predsednik Društva slovenskih skladateljev. 
Njegov sin je slovenski skladatelj Rok Golob.

## Nagrade in priznanja
Je prejemnik mnogih uglednih in prestižnih slovenskih in mednarodnih nagrad na področju tako resne kot zabavne glasbe. Prva priznanja strokovnih javnosti je prejel v 2. polovici 70-ih let; leta 1975, 1976 ter 1980 je prejel zlato plaketo SOKOJa za najboljši aranžma na prireditvi Slovenska popevka, leta 1977 srebrno plaketo mednarodne žirije na Slovenski popevki, leta 1980 pa 2. in 3. nagrado strokovne žirije na Slovenski popevki. Ob zaključku študija na Akademiji za glasbo je leta 1977 prejel Prešernovo nagrado Univerze v Ljubjani za skladbo »Concertino za veliki orkester«. Za skladbo »Sv. Sintilawdič«  je leta 1978 prejel 3. nagrado prireditve Grand Prix de musique Folklorique de Radio Bratislava. Kot avtor glasbe za oglasni filmček »Gostje prihajajo« (iz akcije »Slovenija, moja dežela«) je leta 1987 na mednarodnem festivalu Prix National na 34ème Festival du Film Publicitaire Cinema & Television Cannes v Cannesu prejel skupinsko nagrado, na festivalu turističnega filma v Berlinu pa najvišjo nagrado. Župančičevo nagrado je prejel leta 1983, za »Štiri slovenske ljudske pesmi za godala«. V 1980.-ih je prejel dve pomembni priznanji s področja filmske umetnosti: zlato nagrado Metod Badjura na Tednu domačega filma (Celje, 1986), kjer je prejel skupinsko nagrado za nadaljevanko Primož Trubar CF Heretik, dve leti kasneje pa na isti prireditvi še priznanje Metod Badjura za glasbo v filmih Čisto pravi gusar in Poletje v školjki 2. Za slovenski kulturni prostor najpomembnejša je nagrada Prešernovega sklada za »Koncert za violino in orkester«, ki jo je prejel leta 2000. V letu 2012 je prejel Kozinovo nagrado.

## Glasbeni opus

### Orkestralna glasba
| Leto | Naslov                                                                           |
| ---- | -------------------------------------------------------------------------------- |
| 1977 | Concertino za veliki orkester                                                    |
| 1977 | Nokturno za godalni orkester                                                     |
| 1978 | Sveti Sintilawdič za godalni orkester                                            |
| 1979 | Komorna glasba za orkester                                                       |
| 1979 | Štiri ljudske pesmi za godala                                                    |
| 1979 | Vöra bije, sunce mi zahaja za godalni orkester                                   |
| 1980 | Uvertura za simfonični orkester                                                  |
| 1980 | Elegija za krilni rog in godala                                                  |
| 1982 | Koncertantna glasba za pihalni kvintet in orkester                               |
| 1984 | Svatbeni ples za dva klarineta v B in godala                                     |
| 1985 | Mi za mir za godalni orkester (ob 40-letnici OZN)                                |
| 1988 | Rezijski ples za dva rezijska godca in godala                                    |
| 1990 | Slovenska rapsodija za simfonični orkester                                       |
| 1992 | Koncert za violino, violončelo in orkester                                       |
| 1993 | Uvodna glasba za simfonični orkester                                             |
| 1993 | Hommage Rahmaninovu za simfonični orkester                                       |
| 1995 | Variacije za violino, klavir in orkester                                         |
| 1995 | Upanje za simfonični orkester                                                    |
| 1995 | Cool Voices za godala                                                            |
| 1996 | Introdukcija za altovski saksofon in godala                                      |
| 1996 | Introdukcija za altovski saksofon in saksofonski orkester                        |
| 1998 | Koncert za violino in orkester                                                   |
| 1998 | Concertino za flavto in godalni orkester                                         |
| 1999 | Romanca in humoreska za violino in orkester                                      |
| 1999 | Fanfare za pihalni orkester                                                      |
| 2000 | Concerto grosso za godalni kvartet in pihalni orkester                           |
| 2000 | Nostalgija za dve violi in orkester                                              |
| 2000 | Passacaglia za violino, violo, violončelo in orkester                            |
| 2001 | Koncert za violončelo in godala                                                  |
| 2004 | Allegro festivo za pihalni orkester                                              |
| 2004 | Tri epizode za rog in orkester                                                   |
| 2005 | The Night Shift za trobilni kvintet in pihalni orkester                          |
| 2005 | Štiri slovenske ljudske pesmi za simfonični orkester                             |
| 2005 | Štiri prekmurske ljudske pesmi za tenor, violino in orkester                     |
| 2006 | Tempered za komorni ansambel in godala                                           |
| 2006 | Zlatorog, baletna suita                                                          |
| 2008 | Zreilo je žito za violino in simfonični orkester                                 |
| 2011 | Simfonija št.1                                                                   |
| 2012 | Koncertino za akordeon in orkester                                               |
| 2013 | Ko bom tih in dober, pet pesmi Ivana Minattija za igralca in simfonični orkester |
| 2014 | Koncert za harfo in orkester                                                     |
| 2016 | Stari pil simfonična pesnitev                                                    |
| 2018 | Koncert za violončelo in orkester                                                |
| 2021 | Concertino za violo in godala                                                    |
| 2022 | Concertino za angleški rog in godala                                             |
| 2022 | Simfonija št.2                                                                   |
| 2023 | Koncert za kontrabas in orkester Pomladni veter za klarinet in godala            |

### Vokalna glasba
| Leto    | Naslov                                                                               |
| ------- | ------------------------------------------------------------------------------------ |
| 1981    | Stara Ljubljana, kantata za mladinski pevski zbor, recitatorja in komorni orkester   |
| 1981/82 | Svobodi za bas, recitatorja, mešani zbor, sintetizator in orkester                   |
| 1984    | Zreilo je žito za alt, okarino, oprekelj, tolkala in godala                          |
| 1984    | Ne ouri ne sejaj za alt in godala                                                    |
| 1986    | Neznani materi za bas-bariton in godala                                              |
| 1988    | Tisti čas, ciklus pesmi za alt in godala                                             |
| 1989    | Lovec na ljudi za alt in godala                                                      |
| 1995    | Quo vadis, Domine za tenor, mešani zbor in orkester z orglami                        |
| 2004    | Vaje v slogu variacije na slovensko ljudsko pesem za mešani zbor in komorni ansambel |
| 2007    | Missa in Do za soliste, mešani zbor, orgle in orkester                               |
| 2009    | Pet samospevov na verze Toneta Pavčka                                                |

### Zborovska glasba
| Leto | Naslov                                                            |
| ---- | ----------------------------------------------------------------- |
| 1979 | Mesto (besedilo C. P. Cavafy, prevod Mira Mihelič) za mešani zbor |
| 1980 | Kata, Katalena za 12 glasov                                       |
| 1988 | Mesto, verzija za moški zbor                                      |
| 2014 | Pot do človeka ( za moški oktet)                                  |

### Glasbeno-scenska dela
| Leto | Naslov                   | Opis                                 |
| ---- | ------------------------ | ------------------------------------ |
| 1985 | Urška in povodni mož     | balet v šestih slikah                |
| 1989 | Krst pri Savici          | balet                                |
| 1992 | Krpanova kobila          | komična opera v treh dejanjih        |
| 1994 | Matiček se ženi          | baletna glasba v treh slikah         |
| 1999 | Medeja                   | opera                                |
| 2004 | Ivana                    | lutkovno-plesna predstava za odrasle |
| 2010 | Ljubezen kapital         | opera v treh dejanjih                |
| 2025 | Balada o bratu in sestri | opera                                |

### Komorna glasba
| Leto           | Naslov |
| -------------- | --- |
| 1977           | Poema za pihalni kvintet |
| 1977           | Andante za godalni kvartet |
| 1977           | Romanca za violo in klavir |
| 1978           | Komorna glasba za 11 inštrumentov |
| 1978           | Balada za trobento (krilni rog) in klavir |
| 1979           | Capriccio za sopranski saksofon, kontrabas in tolkala |
| 1979           | Glasba za fagot in klavir |
| 1979           | Skica za flavto in klavir |
| 1980           | Passacaglia za klavirski kvartet |
| 1981           | Groteska za klarinet in klavir |
| 1981           | Dialog za violino in kitaro |
| 1981           | Capriccio za trobento in klavir |
| 1982           | Tri skladbe za violino in klavir |
| 1982           | Igre za kljunasto flavto, violino in violončelo |
| 1982           | Glasba za oboo (angleški rog) in harfo |
| 1983           | Dve skladbi za violončelo in klavir |
| 1983           | Tri skladbe za rog in klavir |
| 1983           | Melodija za violončelo in klavir |
| 1983           | Glasba za flavto in klavir |
| 1983           | Glasba za harmoniko in violončelo |
| 1984           | Trio 84' za violino, violo in violončelo |
| 1984           | Dialog za flavto in violo |
| 1984           | Iz dnevnika padlega partizana za bas, violino, violo, violončelo in klavir |
| 1984           | Tri pesmi za bas, violončelo in klavir |
| 1985           | Dialogi za dve violini |
| 1985           | Sonatina za violino in klavir |
| 1985           | Sonata št. 1 za violino in klavir |
| 1986           | Sonata št. 2 za violino in klavir |
| 1986           | Gozd za rog in orgle |
| 1986           | Uvodna glasba za štiri rogove |
| 1986           | Tri pesmi za tenor, violino in klavir |
| 1987           | Godalni kvartet št. 1 |
| 1987           | Godalni kvartet št. 2 |
| 1987           | Koral za orgle in trobilni kvintet |
| 1987           | Tri miniature za kontrabas in klavir |
| 1987           | Tri pesmi za mezzosopran, violino in kitaro |
| 1987           | Monolog za klarinet, tolkala in trak |
| 1988           | Tri variacije za violončelo in klavir |
| 1990           | Concertino za kitaro in godalni kvartet |
| 1990           | Toccata za dva klavirja in tolkala |
| 1991           | The Seventh Avenue Blues za violino in klavir |
| 1991           | Sonata za violončelo in klavir |
| 1992           | Glasba za altovski saksofon in klavir |
| 1993           | Bagatela za blokflavto in klavir |
| 1993           | Humoreska za klarinet in klavir |
| 1993           | Igre za dva violončela in orgle |
| 1993           | Tri skladbe za rog, trobento, trombon in klavir |
| 1993           | Človek zmaguje ali zgodba neke ozdravitve za pihalni kvintet |
| 1993           | Dve bagateli za dve violini, violončelo in orgle |
| 1994           | Bagatela za trobento in orgle |
| 1994           | Balada za ansambel saksofonov |
| 1994           | Igre za violino, kitaro in harmoniko |
| 1995           | Godalni kvartet št. 3 |
| 1999           | Glasba za flavto in klavir Epizoda za violončelo in klavir |
| 2000           | Romanca za violino in klavir |
| 2002           | Danubiana za sedem izvajalcev |
| 2002           | Passacaglia in Toccata za godalni kvartet |
| 2003           | In blue za altovski saksofon, godalni kvartet in kontrabas |
| 2003           | Capriccio za violino in klavir |
| 2005           | Glasba za flavto in klavir |
| 2006           | Invokacija za komorni ansambel |
| 2006           | TASF (Moderato assai Ritmico) za trobilni ansambel |
| 2006           | Toccata za dva klavirja |
| 2007           | Sence za komorni orkester |
| 2008           | Koncertantne epizode za violino in komorni orkester |
| 2008-09        | Slovenska fantazija za flavto in klavir |
| 2009           | Tri bagatele za harfo in komorni orkester |
| 2010           | Tri novele za violino in klavir |
| 2012           | Sonata št. 3 za violino in klavir |
| 2013           | Igre za trobilni ansambel |
| 2013           | Sfumato za komorni ansambel Koncertino za harmoniko in godalni kvartet |
| 2014           | Stream For Woodwind Quintet |
| 2015           | Brassy za trobilni kvintet Refleksije za harfo in godalni kvartet Dogovor v a-molu za dve violini Ptujske vedute za harmoniko, violino,klavir, kitaro in kontrabas                            |
| 2016 2020 2021 | Tri prekmurske ljudske pesmi za klarinet in klavir Godalmi kvartet št 4 Razigranost za klarinet, violino in klavir Tri skice za violino in violončelo                                         |
|                | Citira za violino in klavir |
| 2022           | Osem strun za violino in violo Štiri miniaturice za kitaro in violončelo |
|                | Štiri novele za godala |
| 2023           | Godalni kvartet št.5 Utrinki za ansambel klarinetovLUX |
| 2024           | Concertino za violo in godala Concertino za angleški rog in godala Junij za violončelo in komorni orkester Avgust za violončelo in komorni orkeste November za violončelo in komorni orkester |
|                | |

### Solistična instrumentalna glasba
| Leto | Naslov                          |
| ---- | ------------------------------- |
| 1978 | Sonatina za violino solo        |
| 1979 | Valse za klavir                 |
| 1979 | Etuda za tolkala                |
| 1981 | Preludij za harmoniko           |
| 1983 | Improvizacija za kontrabas solo |
| 1984 | Dve romanci za violončelo solo  |
| 1987 | Slovenska rapsodija za kitaro   |
| 2005 | Tri etude za kitaro             |
| 2007 | Tri skladbe za klavir           |

## Popularna glasba

### Film
| Leto | Naslov                                |
| ---- | ------------------------------------- |
| 1983 | Dih                                   |
| 1984 | Leta odločitve                        |
| 1984 | Veselo gostüvanje (Veselo gostivanje) |
| 1985 | Poletje v školjki                     |
| 1986 | Heretik                               |
| 1987 | Čisto pravi gusar                     |
| 1988 | Poletje v školjki 2                   |
| 1988 | Odpadnik                              |
| 1989 | Coprnica Zofka                        |
| 1989 | Nekdo drug                            |
| 1999 | Patriot                               |
| 2005 | Predmestje                            |
| 2008 | Videvanje Van Gogha                   |
| 2010 | Črni bratje                           |

### Televizija
| Leto           | Naslov | Opis                       |
| -------------- | --- | -------------------------- |
| 1982           | Živeti, živeti | kratki dok. film           |
| 1982           | Zmaga | kratki dok. film           |
| 1982           | Slike iz leta 1941 | mini TV nadaljevanka       |
| 1983           | Potovanje modrega lonca | kratki risani film         |
| 1984           | Strici so mi povedali | TV nadaljevanka            |
| 1984           | Kasač | kratki dok. film           |
| 1984           | Kugy | TV nadaljevanka            |
| 1984           | Gorenčev vrag | otroška TV nadaljevanka    |
| 1986           | Primož Trubar | TV nanizanka               |
| 1986           | Slovenija, moja dežela | za oglas Gostje prihajajo  |
| 1987           | Dopust | TV film                    |
| 1988           | Bronasti vijak | TV nanizanka               |
| 1991           | Ljubezen po kranjsko | TV film                    |
| 1992           | Portret Jožeta Galeta | kratki dok. film           |
| 1994           | Hči mestnega sodnika | TV igra                    |
| 1996           | Domače obrti na Slovenskem - Krovci | kratki dok. TV film        |
| 1996           | Domače obrti na Slovenskem - Kamnarji in kamnoseki | kratki dok. TV film        |
| 1996           | Domače obrti na Slovenskem - Puškarji | kratki dok. TV film        |
| 1997           | Planica | avizo v počasnih posnetkih |
| 1997           | Pesem od Ludomorca | kratki igrani fillm        |
| 1999           | Klan | TV serija                  |
| 2006           | Sejalci svetlobe | TV film                    |
| 2006           | Sejalci besed | TV film                    |
| 2006           | En dan resnice | srednjemetražni film       |
| 2011           | Slovenci in 1. svetovna vojna | dok. serija TVS            |
| 2014           | Cesarski trst in Slovenci | dok. film v dveh delih TVS |
| 2014           | V fokusu Ozadja prestolonaslednikove smrti V fokusu Ženske v veliki vojni V fokusu Slovenci pod Habsburžani V fokusu 100 let prve svetovne vojne         | dokumentarna serija TVS    |
| 2015           | V fokusu Italijanski sacro egoismo V fokusu Pekel na Doberdobu                                                                                           | dokumentarna serija TVS    |
| 2016 2019 2021 | Doberdob Ungaretti Voranc Padec Gorice Ko se tam gori olistajo breze Boj za slovensko mejo Boroević Pl. Bojna Živela Koroška Karibus Porrtet L.Adamljeta | dokumentarna serija TVS    |
|                | |                            |

## Uspešnice
| Leto | Skladba                   | Izvajalec                                         |
| ---- | ------------------------- | ------------------------------------------------- |
| 1985 | Prisluhni školjki         | Black & White                                     |
| 1986 | Slovenija, Moja dežela    | Oto Pestner & Strune                              |
| 1987 | Pustite nam ta svet       | Simfonični orkester RTV Slovenija & Vlado Kreslin |
| 1997 | Planica Slow Motion Theme | Jani Golob                                        |

## Diskografija
- LP: Jani Golob - pesmi za otroke, 1982 [7]
- LP: Jani Golob - skladatelj, 1988
- kaseta: Glasba iz filma Poletje v školjki I. in II., 1986
- kaseta: Sklicujem zborovanje, šansoni, 1987
- kaseta: Pusti pevcu peti, Prešernove pesmi, 1991
- kaseta: Pevca pesem sladka, Prešernove pesmi, 1991
- dvojna kaseta: Škofjeloški pasijon, 1992
- CD: Jani Golob - skladatelj, 1994
- CD: Lepa Vida, glasba iz predstave, 1995
- CD: Jani Golob - skladatelj, 2004 (Edicije DSS)
- CD. Jani Golob- opera , 2012 (Edicije DSS)
- CD Valovanje strun Jani Golob in Mojca Zlobko-Vajgl